# Greetings from Promiseville
Greetings from Promiseville is het eerste album van Larry Cook. De songs zijn grotendeels thuis op een 4 sporen recorder opgenomen en Cook speelt alle instrumenten zelf (gitaren/basgitaar/piano/orgel/mondharmonica/drums/pannendeksel/zang).

## Tracklist
1. This Must Be The Place (4:52)
2. Coming Down Strong (3:15)
3. They Sure Keep You Busy In Hell (3:00)
4. I Walked With The Devil's Best Friend (3:56)
5. Old Man (4:13)
6. Tuesday Afternoon (5:40)
7. When I Met The Man On The Pedestal (3:02)
8. Who 's That With You (4:05)
9. Send Me A Postcard (3:52)
10. This Time I'm Ready (4:20)
11. They're Talking In Town (3:34)
12. The Psycho Witches Paranoia Song (2:58)
13. The Sad Man Left (1:37)